# Skopelos (Skopelos)
Skopelos (griechisch Σκόπελος (f. sg.)) ist eine Kleinstadt, Hauptort der Insel Skopelos und Verwaltungssitz der gleichnamigen Gemeinde im griechischen Thessalien.

## Allgemeine Informationen
Der Ort Skopelos liegt an der Nordostküste der Insel, in der gleichnamigen Bucht und auf einer Höhe von 37 Metern. Der Ort verfügt über einen Hafen und einen kleinen Hubschrauberlandeplatz.
Agios Riginos gilt als Schutzpatron  der Insel. Sein Gedenken wird am 25. Februar gefeiert, dem Tag seines Martyriums im Jahr 362, gleichzeitig ein offizieller Feiertag in Skopelos.

## Architektonisches Erbe
Hauptmerkmale der traditionellen Architektur sind die Schieferdächer der Häuser. Die Häuser sind bis zu zwei Stockwerke hoch und haben Holztüren, Fenster und Balkone mit neoklassizistischen Elementen. Es gibt zahlreiche Kirchen.

## Sehenswürdigkeiten
Am Standort „Ambeliki“ wurden Ruinen eines Asklepios-Tempels und Gebäude aus dem 4. Jahrhundert v. Chr. gefunden. die vom Meer erodiert wurden. Am höchsten Punkt der Stadt befinden sich die Ruinen einer venezianischen Burg aus dem 13. Jahrhundert, die auf den Ruinen des antiken Peparithos aus dem 5. Jahrhundert v. Chr. errichtet wurde.

## Kirchen
Die wichtigste und älteste Kirche ist die einschiffige Basilika des Heiligen Athanasius, die im 11. Jahrhundert im Kastro-Viertel erbaut wurde. Sie ist innen mit Hagiographien aus dem 17. Jahrhundert geschmückt und wurde auf den Ruinen eines antiken Athene-Tempels erbaut. Alle Kirchen der Insel gehören zur griechisch-orthodoxen Kirche; außerdem gibt es einen Königreichssaal der Zeugen Jehovas. Panagitsa von Pyrgos liegt auf dem Felsen am Eingang zum Hafen von Skopelos und ist eine komplexe, kreuzförmige Kirche, deren Kuppel von vier Säulen getragen wird, die sich in der Hauptkirche befinden. Ihre Ikonostase stammt aus dem 17. Jahrhundert und zeigt Szenen aus dem Alten und Neuen Testament, mit aufwendigen Verzierungen aus geschnitzten Blumen und Vögeln um die Rahmen mit den Bildern der Heiligen.

## Geschichtsmuseum
Im Bezirk Agios Ioannis und neben der Kirche der Drei Hierarchen befindet sich das Haus des Schriftstellers Pavlos Nirvanas in Skopelos, das vom Dienst für moderne Denkmäler und technische Arbeiten von Thessalien des Kulturministeriums repariert und in eine Ausstellungshalle zur Geschichte der Stadt Skopelos von der Antike bis zur Gegenwart umgewandelt wurde.

## Herrenhaus Vakratsa
Das alte Herrenhaus der gleichnamigen Familie befindet sich im Zentrum von Chora, direkt oberhalb des Strandes und ist ein typisches Beispiel für Herrenhäuser auf der Insel. Es wurde der Gemeinde Skopelos gespendet und dient als Museum und Veranstaltungsort für kulturelle Veranstaltungen, Buchpräsentationen und Vorträge. Zu den Ausstellungsstücken gehören Erbstücke und persönliche Gegenstände der Familie Vakratsa. 

## Verwaltungsdaten
Nach der türkischen Besetzung im Jahr 1835 wurde der Ort zum Sitz der damaligen Gemeinde Skopelos in der damaligen Präfektur Evia ernannt. Zwischen 1899 und 1909 und ab 1942 bis 2010 gehörte Skopelos zur Präfektur Magnisia. Nach dem Kallikratis-Plan und seiner Änderung durch Kleisthenes I. bildet sie zusammen mit Agnontas, Kalogiros, Mylos, Panormos und Stafylos eine Dimotiki Kinotita. Laut der Volkszählung von 2021 hat sie eine Bevölkerung von 2942 Einwohnern.